# Cyanobacteria
Cijanobakterije (modrozelene alge, lat. Cyanobacteria) su prvi fotosintetski organizmi na zemlji, i dio su carstva prokariota. 
Cijanobakterije su najstarija grupa fotoautotrofnih organizama. Odlikuju se jednostavnom morfologijom i građom stanice. U bentosu žive kao jednostanični, kolonijalni ili višestanični oblici. Poznate su homocitne forme (građene od vegetativnih stanica) i heterocitne forme (uz vegetativne stanice prisutna i heterocista - krupnija stanica koje sadrže specifične tvari). Na površini trihoma (niti ili konca) mnogih cijanobakterija nalazi se sluzavi želatinozni omotač koji štiti alge od isušivanja, tako da one mogu živjeti i izvan vodene sredine na područjima koja su povremeno vlažna. Mnoge vrste žive na zidovima, stijenama, zemljištu, a veliki broj vrsta živi u slatkim vodama. Manji broj vrsta cijanobakterija živi u moru. U planktonu Jadrana su najčešće prisutne jednostanične cijanobakterije koje pripadaju pikoplanktonu, a razmnožavaju se diobom stanice. Kod kolonijalnih oblika način razmnožavanja je isti, ali nakon diobe ne dolazi do razdjeljivanja končastog tijela na fragmente.
Gotovo svi oblici imaju fotosintetske pigmente klorofil a i b, koji im daje modričasto-zelenu boju. Cijanobakterije su sveprisutne (nalazimo ih u moru, tlu, na vlažnim površinama, kori drveta; te u ekstremnim uvjetima: iznimno hladnom ili vrućem okolišu). U vodama koje su bogate organskim tvarima (manjim jezerima, barama) stvaraju guste prevlake što nazivamo cvjetanjem vode.

## Cvjetanje vode
Cvjetanje vode se događa u vodama koje su zagađene raznim organskim tvarima. Tijekom svog razmnožavanja, cijanobakterije troše puno kisika, a kada ga nestane dolazi do njihovog odumiranja i otpuštanja raznih otrova. Kada odumre velik broj cijanobakterija, otpušta se velika količina otrova te može doći i do pomora lokalnog živog svijeta (riba, drugih životinja i biljaka).

## Podrazredi i redovi
- Oscillatoriophycidae L.Hoffmann, J.Komárek & J.Kastovsky, 2005
  - Chroococcales Schaffner, 1922
  - Chroococcidiopsidales J.Komárek, J.Kastovsky, J.Mares & J.R.Johansen, 2014
  - Oscillatoriales Schaffner, 1922
  - Pleurocapsales Geitler, 1925
  - Spirulinales J.Komárek, J.Kastovsky, Mareš & J.R.Johansen, 2014
- Cyanophyceae subclassis incertae sedis
- Synechococcophycidae L.Hoffmann, J.Komárek & J.Kastovsky, 2005
  - Synechococcales L.Hoffmann, J.Komárek & J.Kastovsky 2005
- Gloeobacterophycidae Hoffmann, Komárek & Kastovsky, 2005
  - Gloeobacterales Cavalier-Smith, 2002
  - Gloeomargaritales D.Moreira et al., 2017
- Nostocophycidae Hoffmann, Komárek & Kastovsky, 2005
  - Nostocales Borzì, 1914

## Kolonije cijanobakterija
Iako su cijanobakterije jednostanični organizmi, njihove stanice mogu biti povezane zajedničkim sluzavim ovojem u kuglaste ili nitaste nakupine, odnosno kolonije. Nitasti kolonijalni oblici mogu biti nerazgranati i razgranati, a zanimljivo je da su u njima susjedne stanice povezane plazmodezmijama. To su citoplazmatske niti koje prolaze kroz staničnu stijenku i osiguravaju kontinuitet među stanicama kao u višestaničnim organizmima. U nitastih su se kolonija diferencirale pojedine stanice koje se od ostalih razlikuju već svojim izgledom. Nazivaju se heterociste, a fiziološka im je odlika sposobnost i mogućnost iskorištavanja atmosferskog dušika za sintezu bjelančevina i nukleinskih kiselina.

## Staništa cijanobakterija
Veliki broj cijanobakterija živi na brojnim i vrlo raznim staništima, većina u slatkim vodama, a samo nekoliko vrsta u moru. Neke žive na tlu i u tlu, na drugim autotrofnim organizmima te na površini stijena. Mogu živjeti u simbiozi s gljivama u sastavu lišajeva te u simbiozi s biljkama nastanjujući njihove međustanične prostore. U vodama bogatim organskim tvarima intenzivno razmnožavanje cijanobakterija rezultati su goleme populacije. U slatkim vodama pojava se zove vodeni cvijet. Zbog ugibanja i razgradnje stanice uz oslobađanje otrovnih tvari, toksina, cijanobakterijski pokrov može biti vrlo otrovan pa može prouzročiti pomor riba i ostalih organizama. Cijanobakterije sudjeluju u stvaranju sedre uzimanjem ugljikovog dioksida iz bikarbonata otopljenih u vodi, što rezultira taloženjem kalcijevog karbonata u njihovu sluzavom ovoju.